# A Song of Union
A Song of Union è una poesia scritta da Alfred Noyes e messa in musica dal compositore inglese Edward Elgar nel  1924.

## Storia
Era una delle canzoni (conosciuta anche come Pageant of Empire) scritta per essere eseguita nella Pageant of Empire (Parata dell'Impero) alla British Empire Exhibition del 21 luglio 1924, anche se, in realtà, questa particolare canzone non fu mai eseguita in quell'occasione.
Fu anche l'unica che il compositore abbia scritto come brano a più voci, anche se altre due, Sailing Westward e The Immortal Legions furono successivamente arrangiate come brani a più voci.
La canzone è nella forma di una marcia baldanzosa, che inizia con le simboliche "stars that wheel around the Sun" ("stelle che ruotano attorno al Sole") e che celebra infine l'unione dei regni dell'Impero con "Love binds all our hearts in one" ("L'amore lega tutti i nostri cuori in uno"). Sebbene alcune delle canzoni di Pageant of Empire fossero associate a determinate nazioni, questa canzone celebra l'unione di tutto l'Impero e non ha alcun riferimento particolare a quella che all'epoca era l'Unione del Sudafrica.
La musica è tratta dalla sezione centrale di Empire March di Elgar, scritta per la stessa occasione.

## Incisioni
- The CD with the book Oh, My Horses! Elgar and the Great War has many historical recordings, including A Song of Union in a 1975 recording by the Kensington Choir and Symphony Orchestra conducted by Leslie Head. The book includes the lyrics on pages 283-284